# نهائي كأس الاتحاد الأوروبي للسيدات 2005
نهائي كأس الاتحاد الأوروبي للسيدات 2005 هي المباراة النهائية من منافسة كأس الاتحاد الأوروبي للسيدات 2004–05، أقيمت المباراة في 2005، بين فريقي توربينه بوتسدام، وDjurgårdens IF Fotboll (women) ‏، وفاز فيها توربينه بوتسدام، بعد أن هزم Djurgårdens IF Fotboll (women) ‏، بنتيجة 5 - 1.

## تفاصيل المباراة
لعبت المباراة النهائية في 2005.
| توربينه بوتسدام | 5 -1 | Djurgårdens IF Fotboll (women) ‏ |
| --------------- | ---- | ------------------------------- |
|                 |      |                                 |